# グレンケアン・ウイスキーグラス

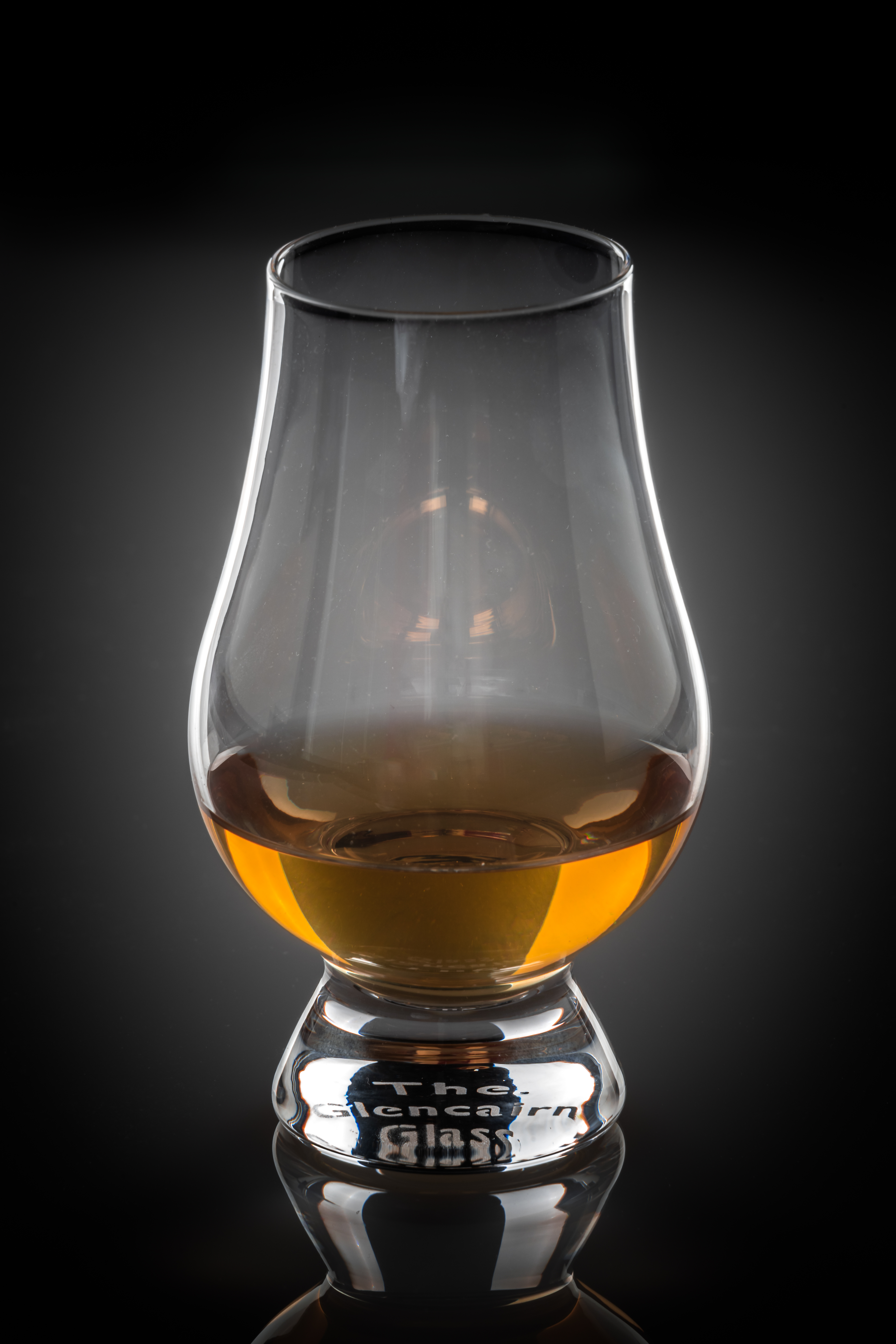
グレンケアン・ウイスキーグラス

グレンケアン・ウイスキーグラス（英語: Glencairn whisky glass）は、グレンケアン・クリスタル・スタジオ社（スコットランド・グラスゴー）が製造販売するグラス。グレンケアン・ブレンダーズモルトグラスとも呼ばれ、ウイスキーのテイスティンググラスとしては最も有名で、定番商品である。

## 特徴
グラスの背が低く、重心も低いため転倒しにくく、転倒しても割れにくい。グラスにステム（脚）が付いていないため、グラスの底を持った手の体温が注がれたウイスキーに伝わりやすく、ウイスキーの香りが立ちやすいのが特徴。また、グラスが球根のような形状をしているためウイスキーの香りが滞留し、香りを感じ取りやすい。
酸化カリウムを使用したカリガラス製であり、通常のクリスタル・ガラスと比較すると、輝きは同等で、割れにくくて軽い点がメリットである。

## 歴史
ウイスキー業界でコピタより頑丈なテイスティンググラスの需要があったことが開発のきっかけであり、グレンケアン・クリスタル・スタジオ社の創業者・レイモンド・デービッドソンによって2002年に発売された。ホワイト&マッカイ社のリチャード・パターソンはグレンケアン発売以前のウイスキーグラスについて「率直に言って、その他のすべてのグラスはウイスキーにはまったく不向きでした」と述べ、グレンケアンをウイスキー専用のテイスティンググラスとしては初めてのものであると評価している。
2012年時点で同社は1000以上のクライアントと取引があり、グラスの累計販売個数は500万個以上、同グラスは2017年時点でもウイスキー業界で広く用いられている。グレッグ・ディロンはグレンケアンを「世界でもっとも入手が容易なウイスキー専用グラスのひとつ」と評している。見学のおみやげとして、蒸留所ロゴ入りのグレンケアンを販売している蒸留所も多い。